# 氟钛酸钾
氟钛酸钾（Potassium fluorotitanate）是一种无机化合物，可以以一水合物（K2TiF6·H2O）的形式存在。
氟钛酸钾可用于制备金属钛。

## 性质
氟钛酸钾是无色单斜片状结晶，在32 °C下失去结晶水。它可溶于热水，微溶于冷水和无机酸，不溶于氨。

## 制备
它可以由氢氧化钾中和氟钛酸制得。
{\displaystyle {\rm {\ H_{2}TiF_{6}+2KOH\rightarrow K_{2}TiF_{6}\cdot H_{2}O+H_{2}O}}}

## 用途
它可用作聚丙烯合成的催化剂。